# 什因齊
49°9′18″N 27°29′21″E / 49.15500°N 27.48917°E
希因齊（烏克蘭語：Шиїнці）是位於烏克蘭西部的村莊，由赫梅利尼茨基州裡赫梅利尼茨基區的德拉日尼亞市鎮負責管轄。該村始建於1560年，面積1.44平方公里，海拔高度285米，2001年人口269，人口密度每平方公里187.1人。